# Paraliterna
Paraliterna är ett släkte av insekter. Paraliterna ingår i familjen spottstritar.
Kladogram enligt Catalogue of Life:
| Paraliterna | \| \| Paraliterna apicalis \| \| \| \| \| \| Paraliterna malayana \| \| \| \| |
|             | \| \| Paraliterna apicalis \| \| \| \| \| \| Paraliterna malayana \| \| \| \| |
|             | Paraliterna apicalis                                                          |
|             |                                                                               |
|             | Paraliterna malayana                                                          |
|             |                                                                               |